# IShowSpeed
Даррен Джейсон Уоткинс-младший (англ. Darren Jason Watkins Jr.; род. 21 января 2005, Цинциннати, Огайо, США), более известный под псевдонимом IShowSpeed или просто Speed — американский ютубер и интернет-стример. Он известен своими разнообразными прямыми трансляциями, на которых он в основном играет в компьютерные игры, такие как FIFA, Fortnite, Minecraft и Roblox.

## Биография
Даррен Уоткинс-младший родился 21 января 2005 года в американском городе Цинциннати, штат Огайо.
Свой YouTube-канал Уоткинс-младший создал в 2016 году, время от времени загружая игровые видеоролики. Примерно в декабре 2017 года Уоткинс-младший начал загружать видео по таким играм, как NBA 2K и Fortnite. В конце концов, количество его подписчиков выросло за несколько месяцев, достигнув 100 тысяч в апреле 2021 года, 1 миллиона в июне 2021 года и 10 миллионов в июле 2022 года.

### Ранний период жизни
Даррен Джейсон Уоткинс-младший родился 21 января 2005 года в Цинциннати, штат Огайо.
Уоткинс создал свой аккаунт на YouTube в 2016 году, время от времени загружая видео геймплея. Примерно в декабре 2017 года Уоткинс начал вести прямую трансляцию и загружать видео игр, таких как NBA 2K и иногда Fortnite , в среднем набирая двух зрителей.

### Карьера инфлюенсера
Уоткинс-младший начал проводить прямые трансляции в 2019 году. Он стал известен в 2021 году после того, как его фанаты начали публиковать в TikTok ролики о его часто агрессивном поведении во время прямых трансляций по отношению к играм, пользователям и камере, которые приобрели популярность и стали мемами. Его выпады привели к блокировкам на стриминговой платформе Twitch и в видеоигре Valorant. Kotaku назвал его «одним из самых крупных и быстрорастущих стримеров» на YouTube. Игра, которая в значительной степени способствовала росту его популярности — Говорящий Бен. Видеоролики Уоткинса-младшего с этой игрой принесли мобильному приложению новую популярность, и оно стало самой продаваемой игрой в App Store спустя более десяти лет после своего первоначального релиза.
4 июля 2022 года его спальная комната чуть не загорелась после того, как он запустил в ней фейерверк в виде Пикачу в честь дня независимости США. В августе 2022 года Уоткинс-младший подвергся сваттингу во время прямой трансляции на YouTube, на него надели наручники, а его оператора заставили прекратить трансляцию. Он утверждал, что его посадили в тюрьму и что Адину Россу пришлось внести за него залог, что позволило ему вернуться к своей деятельности уже 11 августа. Также в августе 2022 года он попытался сжульничать на курсе «Соединённые Штаты и мировая экономика», который он проходил в Школе цифрового обучения штата Огайо, попросив своих зрителей дать ответы на вопросы теста. Вместо этого зрители воспользовались возможностью подшутить над ним и намеренно дали ему неправильные ответы, в результате чего он получил 0 из 10 возможных баллов за тест.
В сентябре 2022 года Уоткинс-младший сыграл в благотворительном футбольном матче «Sidemen». Во время матча IShowSpeed рассердился на судью Марка Клаттенбурга за то, что его гол не был засчитан. Он отхлестал его футболкой, которую снял во время празднования. В ноябре 2022 года американский рэпер и певец Lil Nas X появился на прямой трансляции IShowSpeed.
В декабре 2022 года Уоткинс-младший получил премию Streamy Award в категории «Прорывной стример» во время 12-й церемонии Streamy Awards.

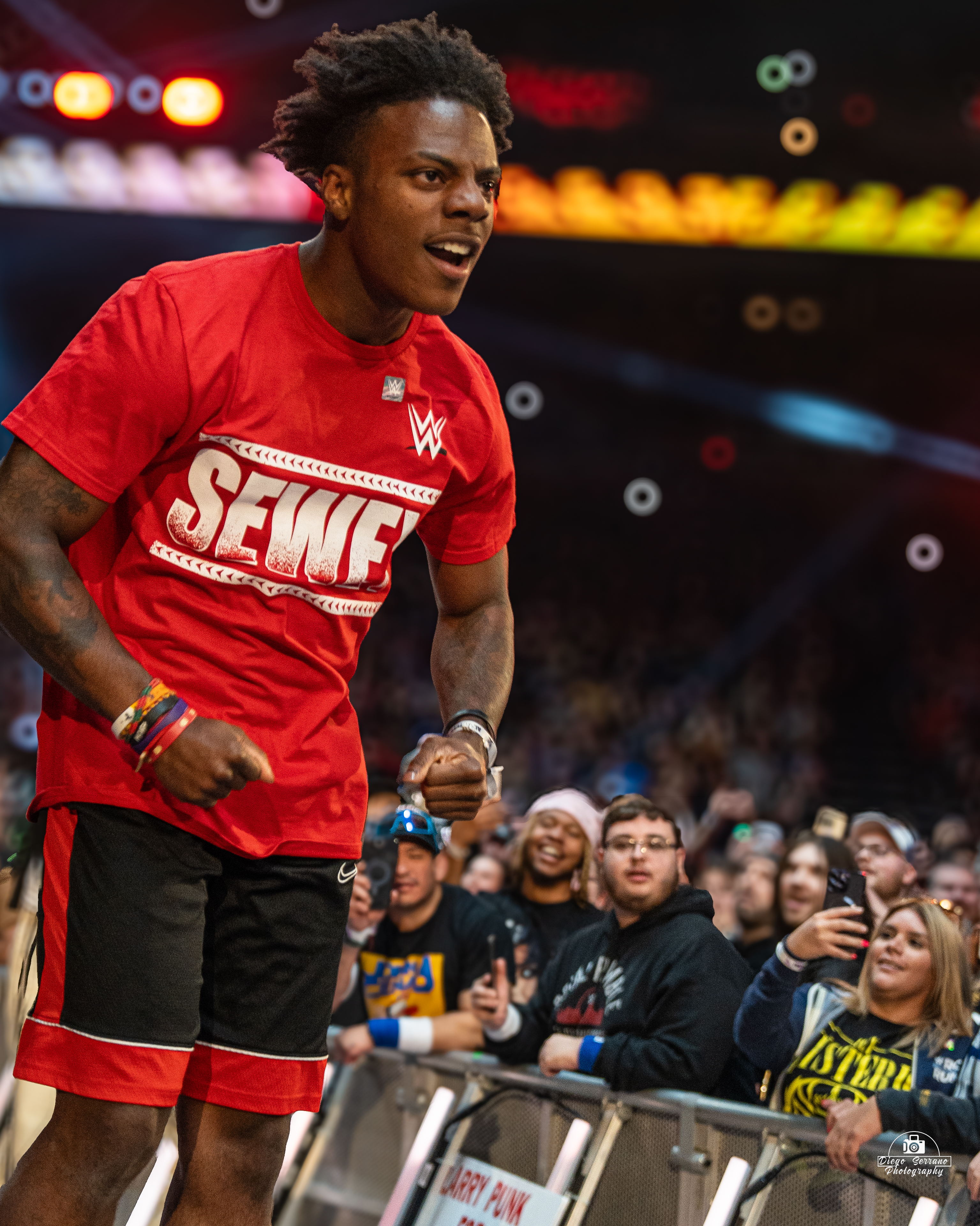
IShowSpeed на шоу WWE Royal Rumble (2025)

7 апреля 2024 года Уоткинс-младший появился на шоу рестлинг-промоушена WWE WrestleMania XL. Он был одет в костюм бутылки напитка Prime в матче за звание чемпиона Соединённых Штатов WWE между чемпионом Логаном Полом, Кевином Оуэнсом и Рэнди Ортоном. Позже Уоткинс-младший появился на эпизоде Raw 29 апреля, чтобы объявить выбор второго тура драфта WWE 2024 года. 1 февраля 2025 года Уоткинс-младший появился на Royal Rumble, когда Акира Тодзава, запланированный 8-й участник матча «Королевская битва», был признан неспособным принять участие в матче. Уоткинс заменил Тодзаву, ему удалось выбросить с ринга Отиса с помощью Брона Брейккера, но вскоре после этого он был выброшен Брейккером.

## Скандалы
В декабре 2021 года Уоткинс-младший принял участие в шоу «e-dating» на Twitch, которое вёл Эдин Росс. Во время стрима Уоткинс-младший спросил у Эш Кэш, инстаграм-модели, стала бы она размножаться с ним, если бы наступил конец света и они были бы единственными двумя людьми на земле. Когда Кэш ответила отрицательно, он агрессивно спросил её: «Кто меня остановит?», что было истолковано как угроза изнасилования. Росс отключил его от разговора в Discord. Однако позже он вернулся и начал сексуально домогаться до Кэш и неоднократно обзывать её. Уоткинса-младшего снова выгнали, а Росс извинился перед Кэш за его поведение. Позже аккаунт Даррена на Twitch был заблокирован. Как позже сообщил Уоткинс-младший в Твиттере, он был заблокирован за «сексуальное принуждение или запугивание».
В апреле 2022 года всплыло старое видео, в котором Уоткинс играет в Valorant в прямом эфире. В ролике он говорит девушке: «Оторвись от грёбаной игры и помой за мужем посуду». Это привело к тому, что один из продюсеров игры, Сара Дадафшар, перманентно заблокировала Уоткинсу аккаунт в Valorant и во всех других проектах от Riot Games. Глава глобального отдела YouTube по работе с создателями игр Лестер Чен ответил на ролик, заявив, что он «занимается этим». Даррен вскоре извинился за своё поведение, заявив, что оно было «неправильным» и что в тот день он получал расистские комментарии от других пользователей, например, от двух игроков, которые сказали ему, что «только белые персонажи могут лечить».
В июле 2022 года Уоткинс получил предупреждение о нарушении правил сообщества YouTube, а также недельную блокировку на YouTube после того, как он показал в прямом эфире более 90 тыс. зрителей, как его персонаж делает минет с модификацией «Jenny’s Mod» в Minecraft. Первоначально он зацензурировал экран, когда это происходило, но случайно снял цензуру, показав, как он выражает сексуальную активность. Позже Уоткинс подтвердил получение страйка и выразил сомнение в том, что вернётся на YouTube, а также обвинил интернет-репортера Джейка Лаки в том, что тот мстит ему, освещая этот инцидент.
В ноябре 2022 года телеканал Sky Sports объявил о прекращении сотрудничества с IShowSpeed после появления женоненавистнических и унизительных комментариев, сделанных Уоткинсом в прошлом. Телеканал также удалил весь контент с участием Уоткинса. Также в ноябре 2022 года зрители обвинили его в продвижении предполагаемой криптовалютной аферы во время рекламного стрима, на котором он был одет в мерч криптовалютной видеоигры с открытым миром.
В декабре 2022 года IShowSpeed вызвал споры своим поведением в отношении китайского зрителя Чемпионата мира по футболу в Катаре, которое многие расценили как расистское. Во время прямой трансляции он подошёл к мужчине в футболке сборной Аргентины, чтобы задать ему вопрос. Заметно смутившись, мужчина уточнил, что не говорит по-английски, на что IShowSpeed начал многократно повторять японское приветствие — «kon’nichiwa», и произносить звуки, напоминающие кантонский и севернокитайский языки. Когда ролик с прямой трансляцией начал распространяться в Интернете, Уоткинс загрузил видео с извинениями в свой твиттер-аккаунт.

## Музыкальная карьера
В августе 2021 года Уоткинс выпустил свой первый сингл «Dooty Booty» на своем канале YouTube. После загрузки песня быстро стала популярной на YouTube и других сайтах социальных сетей, таких как TikTok. В ноябре Уоткинс выпустил сингл под названием «Shake», в котором использовались семплы" Ready or Not" группы Fugees, а также «Hit The Road Jack» Рэя Чарльза. Сопровождающий песню музыкальный клип получил более 211 миллионов просмотров на YouTube.
В июне 2022 года он выпустил песню под названием «Ronaldo (Sewey)», после его вновь обретенного восхищения Криштиану Роналду. В ноябре 2022 года он выпустил сингл под названием «World Cup» на лейбле Warner Records в честь чемпионата мира по футболу FIFA 2022 года. 7 июля 2023 года Уоткинс был неожиданным гостем на фестивале Rolling Loud 2023 в Португалии и исполнил «Shake»,"World Cup" и «Portuginies» при поддержке американского рэпера Ski Mask the Slump God и продюсера DJ Scheme.
В марте 2024 года Уоткинс выпустил четыре новые песни для своего нового мини-альбома Trip 2 Brazil.

## Дискография
| Название                                 | Год  | Высшие позиции в чартах | Высшие позиции в чартах          | Высшие позиции в чартах | Альбом              |
| Название                                 | Год  | MegaCharts              | Official New Zealand Music Chart | Sverigetopplistan       | Альбом              |
| ---------------------------------------- | ---- | ----------------------- | -------------------------------- | ----------------------- | ------------------- |
| «Dooty Booty»                            | 2021 | —                       | —                                | —                       | Внеальбомные синглы |
| «Shake»                                  | 2021 | —                       | —                                | —                       | Внеальбомные синглы |
| «God Is Good»                            | 2022 | —                       | —                                | —                       | Внеальбомные синглы |
| «Ronaldo (Sewey)»                        | 2022 | —                       | —                                | —                       | Внеальбомные синглы |
| «World Cup»                              | 2022 | 1                       | 29                               | 6                       | Внеальбомные синглы |
| «Dogs» (Совместно с Kai Cenat)           | 2023 | —                       | —                                | —                       | Внеальбомные синглы |
| «—» ставится, если сингл не попал в чарт |      |                         |                                  |                         | Внеальбомные синглы |

## Фильмография
| Year | Title             | Role    | Notes              | Ref.   |
| ---- | ----------------- | ------- | ------------------ | ------ |
| 2024 | The Sidemen Story | Himself | Documentary; Cameo | [ 49 ] |

| Year | Title       | Artist(s)              | Role    | Ref.   |
| ---- | ----------- | ---------------------- | ------- | ------ |
| 2022 | «Let’s Go»  | Tion Wayne feat. Aitch | Himself | [ 50 ] |
| 2022 | «Don’t Lie» | A1 x J1 feat. Nemzzz   | Himself | [ 51 ] |

## Награды и номинации
| Год  | Премия              | Категория                                   | Результат | Прим.         |
| ---- | ------------------- | ------------------------------------------- | --------- | ------------- |
| 2022 | Streamy Awards      | Стример года                                | Номинация | [ 52 ]        |
| 2022 | Streamy Awards      | Прорывной стример                           | Победа    | [ 52 ]        |
| 2023 | Streamy Awards      | Стример года                                | Номинация | [ 53 ]        |
| 2023 | Streamy Awards      | Универсальный стример                       | Победа    | [ 53 ]        |
| 2024 | The Streamer Awards | Get Off Your A** Award (Лучший IRL Стример) | Победа    | [ 54 ] [ 55 ] |
| 2024 | The Streamer Awards | Лучший международный стример                | Победа    | [ 54 ] [ 55 ] |
| 2024 | The Streamer Awards | Стример года                                | Победа    | [ 54 ] [ 55 ] |